# Глотов Микола Іванович
Глотов Микола Іванович (* 19 грудня 1919 — 15 квітня 1993) — радянський выйськовий льотчик, Герой Радянського Союзу (1945).

## Життєпис
Народився 19 грудня 1919 року в селі Олексіївка (Алексєєвського району Самарської області РФ). У 1934 році родина переїхала до Хабаровська. Закінчив школу ФЗУ і з 1936 року працював слюсарем на заводі. Навчався у Хабаровському аероклубі.
1940 року призваний до лав Червоної Армії, у грудні 1941 року закінчив військову школу пілотів.
З липня 1942 року сержант Глотов (з нальотом на бойових машинах усього 13 годин) на фронті.
У першому бою літак Глотова був підбитий, а сам він поранений. Після госпіталю Микола Іванович повернувся у полк і невдовзі відкрив рахунок своїх перемог: 28 жовтня 1942 року у повітряному бою він збив відразу два ворожі літаки — Не-111 і Ju-87. Микола Глотов відзначився і в подальших повітряних боях з розгрому Староруського і Дем'янського ворожих угруповань.
З квітня 1943 року по червень 1944 року у складі 5-ї повітряної армії брав участь у битві за Кавказ, воює на Кубані.
З 8 лютого по 30 березня 1944 року гвардії молодший лейтенант Глотов здійснив на 2-му Українському фронті 23 вильоти на розвідку військ противника в районі Кіровограда, Умані й Кишенева, доставив командуванню цінні відомості про просування і дислокацію військ противника. Під час цих вильотів Глотов провів три повітряні бої, в яких збив три ворожі літаки.
Указом Президії Верховної Ради СРСР від 27 червня 1945 року командиру авіаційної ланки 129-го гвардійського винищувального авіаційного полку гвардії лейтенанту Миколі Івановичу Глотову за здійснені протягом війни 203 успішні бойові вильоти, у тому числі 75 — на розвідку, і 16 збитих літаків противника було присвоєне звання Героя Радянського Союзу (медаль «Золота Зірка» № 7874).
У повоєнні роки продовжив службу у Військово-Повітряних силах. Закінчивши у 1954 році Військово-повітряну академію, командував авіаполком, працював старшим викладачем Армавірського вищого військового авіаційного Червонопрапорного училища льотчиків. Військовий льотчик 1-го класу Микола Іванович Глотов, досконало оволодів новими на той час типами реактивних літаків МІГ-15, УТИ-МіГ-15, МІГ-17.

Могила М. І. Глотова

З 1973 року полковник М. І. Глотов у запасі, жив у Чернігові. Помер 15 квітня 1993 року.